# 張詩瑞
張詩瑞（1964年12月—），中華民國臺北市人，職業外交官。畢業於國立臺灣大學國際貿易學系，曾任駐紐約臺北經濟文化辦事處秘書、外交部北美司科長、駐匈牙利臺北代表處與驻新加坡台北代表处政治組長、外交部國際合作及經濟事務司副司長、駐丹佛臺北經濟文化辦事處總領事銜處長等職務，現任駐檀香山臺北經濟文化辦事處總領事銜處長。

## 職業生涯
2012年中，前駐新加坡代表史亞平去年傳出新加坡政府對其不滿，導致兩國關係生變，史亞平因此轉任外交部常務次長。在中華民國監察院調查期間，傳出監察委員周陽山約詢前駐新加坡代表處政治組長張詩瑞，但以自己層級不足不能說明為由拒絕調查，周陽山表示「沒看過如此囂張的公務員」，向監察院秘書長陳豐義詢問後，確定張詩瑞違反《監察法》、藐視監察權。在監察院完成調查報告後，認定史亞平「嚴重失職」、張詩瑞「重大違法」。但由於總統府與外交部認為兩國關係敏感，報告內容可能損害國家利益，因此說服監察院秘密結案，相關內容不對外公開，也未做任何糾正或弹劾決定，僅要求外交部在兩個月內檢討改進。對於監察院的調查報告，外交部長楊進添力挺史亞平，強調外交部尊重監察院職權，但也認為史亞平「表現傑出」，沒有重大失職，至於張詩瑞拒絕配合調查，史亞平表示，可能是張詩瑞不熟悉監察法規，第一時間未詳細說明，這部份外交部將檢討。其後，外交部回覆監察院所提報的懲處名單，史亞平沒有失職，而張詩瑞沒有違法，僅以口頭告誡，但亞東太平洋司長田中光等4人，因處理公文延宕，遭到行政處分。
2015年4月，原設於密蘇里州的駐堪薩斯辦事處遷至科羅拉多州丹佛，更名為駐丹佛辦事處，由原處長楊巨中擔任。2016年1月，張詩瑞擔任第2任處長。
駐丹佛辦事處長張詩瑞，分別在2016、2017年與轄區的科羅拉多州、堪薩斯州官員簽署《駕照相互承認瞭解備忘錄》。
2019年7月，中華民國總統蔡英文訪問邦交國後，過境美國丹佛，與科羅拉多州長波利斯等美國人士會面。但傳出宴請當地僑胞的餐會是由政府買單，花錢請人來「歡迎、吃飯」，且駐丹佛辦事處長張詩瑞在电子邮件中寫道「期待台灣同鄉前來爆桌（總統請客）」，被質疑餐會是在總統選舉前，涉嫌「拉票、買票」。